# مروان الشامي
مروان حسن الشامي مغني لبناني (10 يوليو1977)-

## حياته
هو من بلدة جرجوع الجنوبية، أخوه حسام الشامي الذي أشترك في سوبر ستار الموسم الثاني، درس الغناء الشرقي والعزف على آلة العود في المعهد الوطني للموسيقى ابتداءاً من سنة 1992 إلى سنة 1996. وقد شارك في مطلع التسعينات في حفلات كبار الفنانين أمثال وديع الصافي، جورج وسوف، راغب علامة وعمر دياب سواءً في لبنان أو في العالم.

## مشواره الفني
انطلاقته كانت في العام 1995 بأول ألبوماته، وتلاها العديد من الحفلات التي أحياها، أصدر أول أغانيه المنفردة والتي حملت عنوان ليكي ليكي سنة 2008 من كلمات رياض العلي وألحان ثائر وماهر العلي والتي أعتُبرت من أهم الأعمال الغنائية والفنية في سنتها. ومن بعدها أطلق أغنية جديدة بعنوان فيكي تحلي من كلمات فارس اسكندر وألحان سليم سلامة. وأغنيته شو هيدا  من كلمات و الحان سليم عساف والتي صورها على طريقة الفيديو كليب الذي حمل بصمة المخرج سام كيّال حقّقت نجاحاً كبيراً ساعده للوصول إلى درجة الاحتراف وزيادة محبة الجمهور له.

وفي الفترة الأخيرة أصدر أغنية شِلتك وكانت العمل الفني الأول للشامي من هذا النوع التي حملت معها الطابع الرومنسي. وعلى صعيد الفيديو كليب، تم تصوير أغنية شو عاملة الليلة تحت اشراف سام كيّال ولاقت اعجاباً كبيراً. أما آخر اصدراته، أغنية عم موت التي حصدة المراكز الأول في العالم العربي. 

وما زال مروان الشامي يحيي العديد من الحفلات في لبنان والخارج ومن أبرزها جولة كندا مع الفنان وائل كفوري أوائل سنة 2014 وجولة أفريقيا مع الفنانة نجوى كرم أواخر سنة 2014 والتي حققت نجاحاً لا يوصف.

وحالياً يحيي الفنان مروان الشامي حفلات شبه يومية في مطعم داوود باشا في بيروت.

## الألبومات والأغاني
- ألبوم عيونك 1995.
- ألبوم الحصان الأبيض 1998.
- أنت تمني.
- فيكي تحلي.
- غمرني.
- الله والأرزة والجيش.
- خبز وملح.
- موّال.
- يا سعدي.
- شو عاملة الليلة.
- هوجي.
- شِلتك.
- عم موت.
- ضعفان جِسمِك.
- هلِّلوا

### أغاني مسلسلات
- قمر شام (مسلسل)
- مآسي عقياسي (مسلسل)